# Залізниця Йоккаїті Асунаро Лінія Хатіодзі
Лінія Йоккаїті Асунаро Хатіодзі  (四日市あすなろう鉄道八王子線 Yokkaichi Asunarō Tetsudō Hachiōji-sen)
 — вузькоколійна лінія з шириною колії 762 мм, котрою керує приватна японська компанія Залізниця Йоккаїті Асунаро. Лінія сполучує станції Хінаґа та Нісіно, котрі знаходяться в місті Йоккаїті, префектура Міе, Японія. Загальна протяжність лінії — 1,3 км.
Лінію сполучено із лінією Уцубе залізниці Йоккаїті Асунаро на станції Хінаґа. Оскільки поїзди лінії Хатіодзі мають пряме сполучення до Асунаро Йоккаїті через лінію Уцубе, дві лінії разом називають Лінією Уцубе-Хатіодзі (内部・八王子線 Utsube-Hachiōji-sen)
.
Лінію називають «Лінія Хатіодзі» оскільки початково вона йшла до станції Ісе-Хатіодзі, втім впродовж багатьох років кінцевою станцією була Нісіхіно.
До березня 2015 року залізницею керувала компанія Кінтецу.

## Вузькоколійна залізниця
Початково лінію було збудовано як трамвайну із шириною колії 762 мм, що на той час було досить поширено. Згодом офіційну класифікацію було змінено з трамвая на легкорейковий транспорт, втім, на відміну від інших легкорейкових систем, дану лінію не було перебудовано на ширшу колію. Зараз у Японії існує всього 4 залізничні лінії з шириною колії 762 мм, а лінія Хатіодзі є найкоротшою і найстаршою
Залізниці в Японії з шириною колії 762 мм
- Залізниця Йоккаїті Асунаро: Лінія Уцубе (сусідня лінія)
- Залізниця Йоккаїті Асунаро: Лінія Хатіодзі (ця лінія)
- Залізниця Санґі: Лінія Хокусей (теж на півночі префектури Міе, раніше обслуговуванням займалася фірма Кінтецу)
- Залізниця Куробе Ґорґе (Куробе, Префектура Тояма)

## Сполучення
«Місцеве»  (普通, Futsū)  сполучення із зупинками на кожній станції.
Усі поїзди працюють у режимі ванман, тобто без кондукторів.
Поїзд іде двічі на годину в обох напрямках.

## Станції
| Станція  | Станція | Відстань (km) | Пересадка                              | Розташування | Розташування   |
| -------- | ------- | ------------- | -------------------------------------- | ------------ | -------------- |
| Хінаґа   | 日永    | 0,0           | Залізниця Йоккаїті Асунаро Лінія Уцубе | Йоккаїті     | Префектура Міе |
| Нісіхіно | 西日野  | 1,3           |                                        | Йоккаїті     | Префектура Міе |

## Історія
Лінію Хатіодзі було збудовано у 1912 році, наприкінці того ж року було збудовано лінію Кінтецу Уцубе, одну з найстаріших ліній Кінтецу. Спочатку було збудовано лінію Хатіодзі, але після завершення будівництва основної ділянки, котра на той час була значно довшою, аніж сучасна лінія Уцубе, Хатіодзі стала периферійною гілкою. До 1928 року поїзди працювали на паровій тязі, доки їх не було замінено на дизельні. У 1948 році лінію було електрифіковано.
Залізниця знаходилася у різній власності. Лінію було збудовано компанією Трамвай Міе, але в 1916 році управління було передано Залізниці Міе (Сантецу). Згодом, у 1944 році, Сантецу та шість інших компаній злилися у Транспортну компанію Міе (Санко). 20 років потому залізничний департамент компанії відділився і став самостійною компанією Електричні залізниці Міе (Санден), втім компанія працювала і наступного року після відділення її було придбано залізничним гігантом Кінтецу.

### Пошкодження від паводку
Як видно з офіційної назви, Нісіхіно не завжди була кінцевою станцією. Коли лінію було збудовано, її довжина складала 2,8 км, вона після станції Нісіхіно йшла до району Хатіодзі (Йоккаїті), і протягом 60 років поїзди ходили до станції Ісе-Хатіодзі. Втім, у 1974 році відбувся дуже сильний шторм, через який вийшла зберегів річка Тенпаку, чиє русло проходить вздовж лінії. Колія опинилася під водою і всю лінію тимчасово було закрито на ремонт. Колію було відремонтовано лише до Нісіхіно, а решту лінії було закинуто. Скорочену лінію завдовжки лише 1,3 км, було відкрито у 1976 році.
Оскільки з часу скорочення лінії до Нісіхіно пройшло дуже багато років, молодь часто вживає назву Лінія Нісіхіно, навіть декотрі кондуктори Кінтецу вживали таку назву.
У серпні 2012 р. компанія Кінтецу оголосила про намір закрити лінії Уцубе та Хатіодзі та перетворити залізничний маршрут на автобусний. Протягом року обидві лінії зазнали збитків близько 300 млн ¥. Згодом було оголошено, що в 2015 р. управління буде передано владі міста Йоккаїті.
У результаті цього 1 квітня 2015 року підприємство було зареєстроване як акціонерну компанію. За новою схемою власником колії та рухомого складу є міське правління, а компанія Залізниця Йоккаїті Асурано здійснює перевезення.

### Хроніка
- 15 серпня 1912 р. — відкрито ділянку Хінаґа—Ісе-Хатіодзі (трамвай Міе).
- 19 липня 1916 р. — управління лінією передано до Залізниці Міе (Сантецу).
- 1 грудня 1916 р. — на підставі законів про залізниці, класифікацію лінії було змінено з трамваю на легкорейковий транспорт.
- 1 березня 1928 р. — запущено дизельні поїзди.
- 11 лютого 1944 р. — Сантецу та шість інших компаній зливаються у Транспортну компанію Міе (Санко). Лінія стає частиною лінії Санко Міе.
- 10 вересня 1948 р. — усю лінію було електрифіковано.
- 1 лютого 1964 р. — залізничний підрозділ Санко відділяється і формує компанію Електричні залізниці Міе (Санден).
- 1 квітня 1965 р. — компанію Санден та усі залізничні лінії було продано компанії Кінтецу. Лінію офіційно перейменовано на Лінію Кінтецу Хатіодзі.
- 25 липня 1974 р. — роботу всієї лінії призупинено через паводок.
- 1 квітня 1976 р. — після ремонту відкрито ділянку від Хінаґи до Нісіхіно. Ділянку він Нісіхіно до Ісе-Хатіодзі закрито довічно.
- 1 квітня 2015 р. — управління лінією перейшло до Залізниці Йоккаїті Асунаро.